# アンツ・イン・ザ・パンツ!
『アンツ・イン・ザ・パンツ!』（原題：Harte Jungs）は、ドイツの映画。

## キャスト
| 役名                 | 俳優                     | 日本語吹替 |
| -------------------- | ------------------------ | ---------- |
| フロリアン・トーマス | トビアス・シェンケ       | 鈴村健一   |
| ウィーウィー         | ニッキー・カンター       | 草尾毅     |
| レッドブル           | アクセル・スタイン       | 高木渉     |
| リザ                 | ルイゼ・ヘイム           | 増田ゆき   |
| レオニー             | ミナ・タンデル           | 百々麻子   |
| フロリアンの父       | シュテファン・ユルゲンス | 宗矢樹頼   |
| フロリアンの母       | シシー・ペルリンガー     | 高田由美   |
| ヴィンターフェルト   | クリスチャン・シュネラー | 石井隆夫   |
| ゼルダおばさん       | アンドレア・サバスキ     | 西田絵里   |

- その他の声の吹き替え：伊藤健太郎／青木誠／福山潤／柳沢真由美／五十嵐麗／茂呂田かおる／平野俊隆／水島大宙／河野裕